# D.T.クローマー
デビッド・トーマス・クローマー（David Thomas "D. T." Cromer、1971年3月19日 - ）は、アメリカ合衆国・サウスカロライナ州フローレンス郡出身の元プロ野球選手（外野手、内野手）。
セントルイス・カージナルスなどでプレーしたトリップ・クローマーは実兄。

## 来歴・人物
一本足打法の左打者。父・ラッセルはカージナルス傘下のマイナーリーグでプレーし、兄弟も皆野球選手という一家。性格は寡黙だが表情は非常に温和である。
1992年のMLBドラフト11巡目でオークランド・アスレチックスに指名されて契約。長いマイナーリーグ生活を経て、2000年にシンシナティ・レッズでメジャー初昇格。同年にチームの連続イニング得点メジャー記録を樹立する本塁打を打ったことがある。レッズでは一塁の守備に就くことが多かった。
2002年にNPBの日本ハムファイターズに外野手として入団。前年限りで退団したナイジェル・ウィルソンに代わる大砲として期待されたが、好不調の波が激しく、十分に力を発揮できなかった。同年は開幕15試合目の4月17日に5号本塁打を打ったが、そこから25試合にわたって本塁打が出ず、次の6号が出たのは41試合目の5月21日だった。また、得点圏打率が.198と低く、特に満塁では全く打てず、同年は両リーグで満塁時に10打数以上で無安打だったのは、11打数無安打のクローマーだけだった。守備面でも弱点を抱えていた。
2003年はオープン戦で絶好調も、シーズンに入ると不振に陥った。4月25日対近鉄戦の8回裏の打席では、見逃しの三振に倒れた際に最後のストライクの判定を不服として、9回の守備に就くときに川口球審に暴言を吐いたとして退場を宣告された。5月23日の対ロッテ戦から26日の対西武戦にかけて、チームが記録した球界史上3回目の「4試合連続2ケタ得点」に2本塁打・4打点と貢献したが、故障も加わり二軍にいることが多かった。夏場に一旦は昇格するが、再び故障で二軍落ちすると、シーズン終了を待たずに解雇となり、帰国した。
入団前の新聞報道では「クロマー」とだけ表記されていた。D・J、C・Dに続いて日本球界史上3人目の登録名に英字が入った選手だが、球場のアナウンスやスコアボードでは「クローマー」となるのが通例であった。また、スポーツ新聞や公式記録のスコアテーブルでの表記は「DTクローマー」となっていた。ユニフォームの背中には"CROMER"と入れられていた。

## 詳細情報

### 年度別打撃成績
| 年 度    | 球 団    | 試 合 | 打 席 | 打 数 | 得 点 | 安 打 | 二 塁 打 | 三 塁 打 | 本 塁 打 | 塁 打 | 打 点 | 盗 塁 | 盗 塁 死 | 犠 打 | 犠 飛 | 四 球 | 敬 遠 | 死 球 | 三 振 | 併 殺 打 | 打 率 | 出 塁 率 | 長 打 率 | O P S |
| -------- | -------- | ----- | ----- | ----- | ----- | ----- | -------- | -------- | -------- | ----- | ----- | ----- | -------- | ----- | ----- | ----- | ----- | ----- | ----- | -------- | ----- | -------- | -------- | ----- |
| 2000     | CIN      | 35    | 51    | 47    | 7     | 16    | 4        | 0        | 2        | 26    | 8     | 0     | 0        | 1     | 1     | 1     | 1     | 1     | 14    | 0        | .340  | .360     | .553     | .913  |
| 2001     | CIN      | 50    | 63    | 57    | 7     | 16    | 3        | 0        | 5        | 34    | 12    | 0     | 0        | 0     | 3     | 3     | 0     | 0     | 19    | 0        | .281  | .302     | .596     | .898  |
| 2002     | 日本ハム | 131   | 520   | 478   | 49    | 117   | 27       | 3        | 20       | 210   | 54    | 5     | 5        | 0     | 3     | 35    | 2     | 4     | 134   | 6        | .245  | .300     | .439     | .739  |
| 2003     | 日本ハム | 50    | 203   | 184   | 20    | 37    | 5        | 1        | 7        | 65    | 25    | 1     | 3        | 0     | 0     | 16    | 0     | 3     | 67    | 1        | .201  | .276     | .353     | .629  |
| MLB：2年 | MLB：2年 | 85    | 114   | 104   | 14    | 32    | 7        | 0        | 7        | 60    | 20    | 0     | 0        | 1     | 4     | 4     | 1     | 1     | 33    | 0        | .308  | .327     | .577     | .904  |
| NPB：2年 | NPB：2年 | 181   | 723   | 662   | 69    | 154   | 32       | 4        | 27       | 275   | 79    | 6     | 8        | 0     | 3     | 51    | 2     | 7     | 201   | 7        | .233  | .293     | .415     | .709  |

### 記録
NPB
- 初出場・初先発出場：2002年3月30日、対福岡ダイエーホークス1回戦（福岡ドーム）、5番・左翼手として先発出場
- 初安打：同上、4回表に田之上慶三郎から右前安打
- 初打点：2002年4月2日、対オリックス・ブルーウェーブ1回戦（東京ドーム）、7回裏に山口和男から左前適時打
- 初本塁打：2002年4月10日、対千葉ロッテマリーンズ2回戦（千葉マリンスタジアム）、6回表にブライアン・シコースキーから右越ソロ
- 初盗塁：2002年7月2日、対大阪近鉄バファローズ12回戦（大阪ドーム）、6回表に二盗（投手：ショーン・バーグマン、捕手：的山哲也）

### 背番号
- 69 （2000年）
- 36 （2001年）
- 15 （2002年 - 2003年）